# Einstein–Szilárd-levél

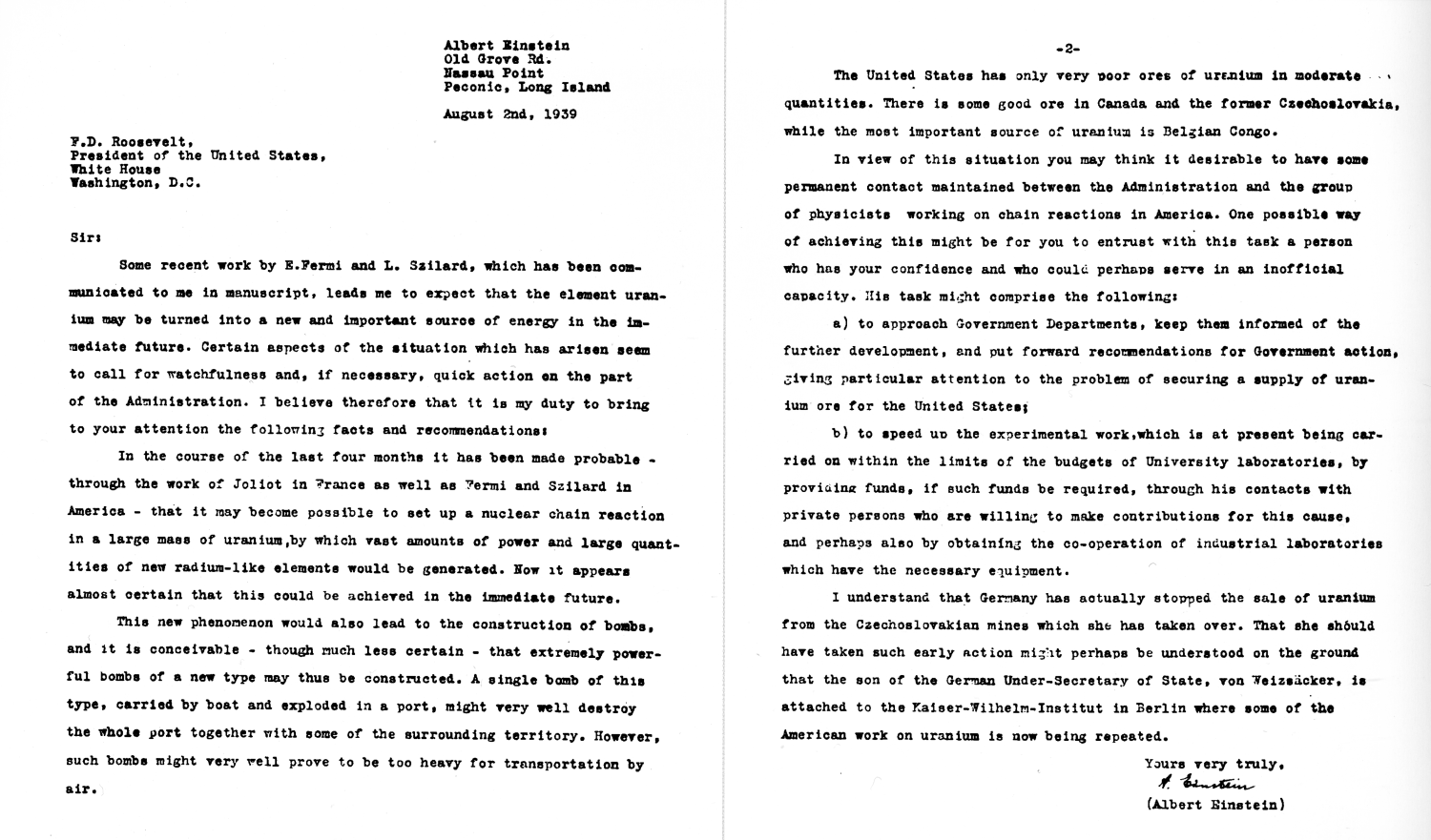
Az Einstein–Szilárd-levél Rooseveltnek

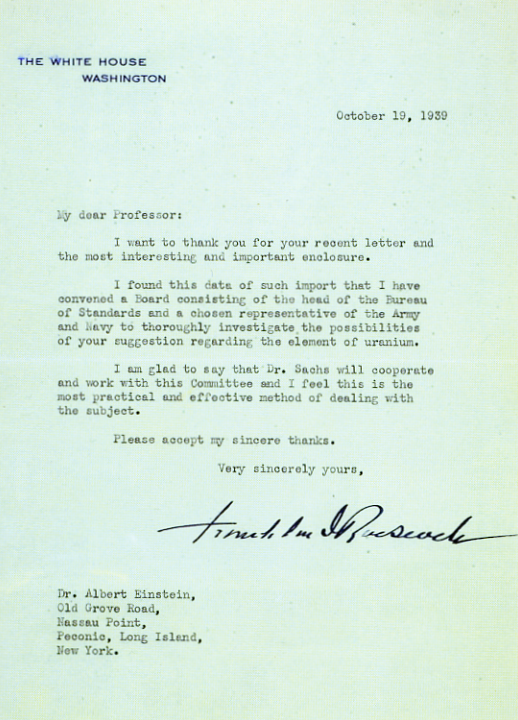
Roosevelt elnök válasza

Az Einstein–Szilárd-levél az a levél, amelyet Albert Einstein küldött aláírásával 1939. augusztus 2-án Franklin D. Rooseveltnek, az Amerikai Egyesült Államok elnökének, de amelynek nagy részét Szilárd Leó fogalmazta Teller Ede és Wigner Jenő Amerikában dolgozó emigrált magyar fizikus kutatótársaival együtt. 
A levél arra a valószínűségre hívta fel Roosevelt elnök figyelmét, hogy a nemzetiszocialista Németország egy saját nemzeti nukleárisenergia-tervbe kezdett, ami az atommaghasadás jelensége segítségével atombomba előállításához vezethet, és azt javasolta az elnöknek, hogy az Egyesült Államok is készüljön fel egy ilyen feladat végrehajtására.

## A levél tartalma
A levél azt közölte az elnökkel, hogy nemcsak Enrico Fermi és Szilárd Leó munkája Amerikában, hanem Frédéric Joliot-Curie francia fizikus aktivitása is arra a lehetőségre mutat, hogy egy urántömegben egy láncreakció létrehozásával mesterséges úton hatalmas energia jöhet létre nagyszámú új, rádiumhoz hasonló elem keletkezésével egyetemben. Arra intette az elnököt, hogy mindez minden valószínűséggel a közeljövőben meg fog történni, és hogy a jelenség olyan nagy erejű új típusú bomba előállításához is vezethet, amiből egyetlen elpusztíthatja egy kikötő teljes hajóállományával és magával a kikötővel együtt a környék jó részét is, ámbár egy ilyen bomba nagyon nehéznek bizonyulhat annak légi úton való szállítására.
A levelet Einstein augusztus 2-án írta alá, és Alexander Sachs bankár és gazdasági szakértő vitte el Roosevelthez, de csak október 11-én tudta az elnök kezébe juttatni, mert az elnök Lengyelországnak a németek általi lerohanásával volt elfoglalva, és végül is ez a támadás jelentette a II. világháború kezdetét. Mihelyt Roosevelt meghallotta Sachstól a levél tartalmát, nyomban jóváhagyta egy különbizottság, az Advisory Committee on Uranium, vagyis az „Urán Tanácsadó Bizottság” létrehozását. A bizottság október 21-én tartotta első ülését Lyman James Briggs, a National Bureau of Standards, vagyis a Nemzeti Szabványhivatal igazgatójának elnöksége alatt, és költségvetésbe vett hatezer dollárt Fermi neutron kísérleteire a Chicagói Egyetemen. 
Sokszor úgy veszik, hogy ez a levél volt a kezdőpontja a Manhattan tervnek, ami 1945-ben Hirosima és Nagaszaki bombázásához vezetett, a világháború végét jelentve. Ez a bizottság azonban nem segítette elő sokban az atomfegyver megteremtését, és utána két további bizottság foglalkozott vele, előbb a National Defense Research Committee, a „Nemzetvédelmi Kutatóbizottság”, majd az Office of Scientific Research and Development, a „Tudományos Kutatási és Fejlesztési Hivatal”, míg az egyetemi maghasadási kutatás 1942-ben az úgynevezett Manhattan Engineering District teljes nagyságú bombafejlesztési programjává vált. 
Einstein maga nem dolgozott a bomba tervén, és Linus Pauling szerint később megbánta, hogy a levelet aláírta.